# 마세티 킬즈
《마세티 킬즈》(영어: Machete Kills 혹은 Robert Rodriguez's Machete Kills)는 2013년에 개봉한 미국의 액션 엑스플로이테이션 영화이다. 2010년 영화 《마셰티》의 속편이다.

## 줄거리
마체테 코르테스와 사태나 요원은 부패한 군인들과 멕시코 마약 카르텔 간의 무기 거래를 막으려다가 사태나는 루차도르 가면을 쓴 자에게 살해되고 마체테는 부패한 보안관에 의해 죽음의 위기에 몰린다. 기적적으로 살아난 마체테는 미국 대통령으로부터 핵미사일 발사 위협이 사실인지 확인해 달라는 제안을 받는다. 사이코패스 마르코스 멘데스는 미국 정부가 부패한 멕시코 정부와 카르텔을 막지 않으면 워싱턴 D.C.에 핵 공격을 하겠다고 위협을 하는 중이다. 마체테는 멘데스를 찾아 나서고, 그가 다중 인격을 지니고 있으며 미사일 발사 장치가 그의 심장과 연결되어 있어 그가 죽으면 미사일이 발사된다는 사실을 알게 된다.
마체테는 멘데스를 미국으로 데려가 미사일을 해체하려 하지만 수많은 암살자들의 공격을 받는다. 격전 끝에 멘데스는 죽고, 마체테 또한 총에 맞아 쓰러진다. 마체테는 놀랍게도 치료 탱크에서 깨어나고, 무기 발명가 루서 보즈를 만난다. 멘데스의 박동하는 심장을 병에 보관 중인 보즈는 세계 곳곳의 극단주의자들을 조종하여 핵 전쟁을 일으키고 궤도를 선회하는 우주 정거장으로 도피하여 새로운 사회를 건설하려는 계획을 가지고 있다. 마체테는 보즈의 계획에 반발하여 그의 시설에서 탈출하고, 옛 동료 루스의 도움을 받아 무기 해체 전문가 오사이리스를 찾아 나선다.
마체테는 보즈의 기지에 잠입하지만 보즈는 병에 총을 쏘고 오사이리스를 죽인다. 마체테는 보즈가 바로 사태나를 죽인 루차도르 가면의 사나이라는 것을 깨닫고 그와 싸운다. 보즈는 얼굴에 심각한 화상을 입고 우주로 도망가고, 마체테는 멘데스의 미사일에 뛰어올라 공중에서 해체하는 데 성공한다. 마체테는 대통령으로부터 스페이스X를 타고 우주로 가서 보즈를 막아 달라는 부탁을 받는다. 영화는 마체테가 우주로 향하는 것으로 끝을 맺는다.
영화 시작 전과 종료 후에 후속작을 예고하는 가짜 예고편이 등장한다.

## 출연진
- 대니 트레이호
- 미셸 로드리게스
- 멜 깁슨
- 소피아 베르가라
- 버네사 허전스
- 앰버 허드
- 데미안 비치르
- 찰리 신
- 월턴 고긴스
- 큐바 구딩 주니어
- 레이디 가가
- 안토니오 반데라스
- 알렉사 베이가
- 제시카 앨바
- 톰 서비니
- 엘렉트라와 엘리세 아베얀
- 마르코 사로르
- 윌리엄 새들러
- 일론 머스크
- 캘리 허낸데즈
- 훌리오 오스카르 메초소
- 빌리 블레어

## 기타 제작진
- 미술: 스티브 조이너
- 의상: 니나 프록터
- 특수 분장: 더그 필드
- 스턴트: J.J. 페리